# 淮西节度使
淮西節度使，又称淮宁節度使、申蔡節度使、彰义節度使，是唐朝在今淮南道西部设置的節度使，是割据的藩镇，在817年，平定吴元济后废除。

## 淮南西道
淮西節度使原称淮南西道節度使，是唐朝为了防止安禄山叛军南下设置的方镇，初期辖区很大。许州（今河南许昌）、申州（今河南信阳）、光州（今河南潢川）、郑州、蔡州（今河南汝南）、陈州（今河南淮阳）、颍州（今安徽阜阳）、亳州、寿州（今安徽寿县）、安州（今湖北安陆）、沔州（今湖北安陆）、蕲州（今湖北蕲春）、黄州（今湖北黄冈）、汴州（今河南开封）、曹州（今山东菏泽）、宋州（今河南商丘）、徐州、泗州（今江苏盱眙）、隋州（今湖北随州）、唐州（今河南泌阳），这二十个州都一度受过淮南西道的節度。安史之乱结束后，淮南西道的多数州郡被分割。

## 李氏割据
李忠臣接任节度使后，开始不聽朝廷的敕令，大历十四年（779年）三月，李忠臣被族侄李希烈驱逐，此时淮西辖区只剩六州——申州、蔡州、光州、寿州、安州、唐州。唐德宗建中年间，李希烈平定山南东道节度使梁崇义，开始反叛唐朝，称皇帝，国号楚，与朱泚遥相呼应。

## 吴氏割据
786年，李希烈被陈仙奇所杀，陈仙奇归附朝廷。陈仙奇旋即被吴少诚所杀，重新割据。朝廷在这期间收回了寿州、安州、唐州三州。吴少诚死後，其義弟吴少阳繼位，少陽傳子吴元济，多次侵略河南州县。元和十二年（817年），裴度、李愬平定淮西，生擒吴元济，次年唐宪宗下诏废除淮西節度使。

## 唐末
881年，以忠武军节度使属下的蔡州为奉国军防御使，次年升为奉国军节度使，897年，以光州、申州归属奉国军节度使，907年，废除奉国军节度使。秦宗权、赵犨、申丛、郭璠、崔洪、朱延寿等人曾经担任奉国军节度使。

## 历代節度使
淮西节度使（756年—818年）
- 来瑱（756－758年）
- 鲁炅（758－760年）
- 王仲升（760－762年）
- 来瑱（762年—？）
- 李忠臣（765－779年）
- 李希烈（779－786年）
- 陈仙奇（786年）
- 吴少诚（786－809年）
- 吴少阳（809－814年）
- 吴元济（814－817年）
- 裴度（817年）
- 马摠（817－818年）

奉国军节度使（881年—907年）
- 秦宗权（880年—889年）
- 赵犨（885年—888年）
- 申丛（889年）
- 郭璠（889年）
- 崔洪（897年—899年）
- 朱友裕（899年—901年）
- 朱延寿（902年）
- 黄文靖（905年—906年）

## 辖区
- 蔡州（今河南汝南），首府
- 申州（今河南信阳）
- 光州（今河南潢川）

### 短期暂领
- 寿州（今安徽寿县）
- 安州（今湖北安陆）
- 唐州（今河南泌阳）